# Tírig
Tírig (en valencien et en castillan) est une commune d'Espagne de la province de Castellón dans la Communauté valencienne. Elle est située dans la comarque de l'Alt Maestrat et dans la zone à prédominance linguistique valencienne.

## Géographie

Localisation de Tírig
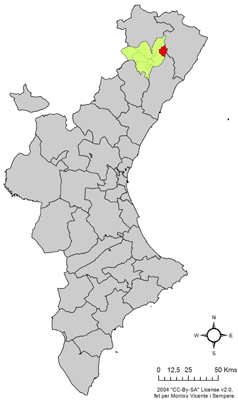
dans la Communauté valencienne.
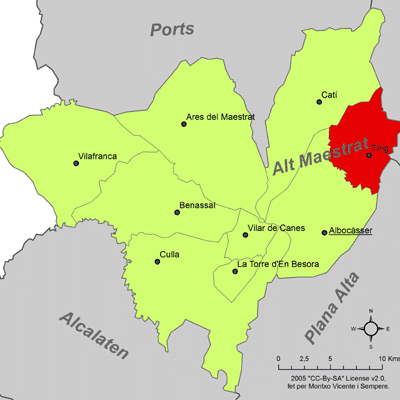
dans la comarque de l'Alt Maestrat.

Le territoire de Tírig est limité par les communes de Catí, Chert, Salsadella, Les Coves de Vinromà et Albocácer, toutes situées dans la province de Castellón.
On accède à cette localité depuis Castellón de la Plana en prenant la CV-10, puis la CV-131 et finalement la CV-130.

## Population
| 1990 | 1992 | 1994 | 1996 | 1998 | 2000 | 2002 | 2004 | 2005 |
| ---- | ---- | ---- | ---- | ---- | ---- | ---- | ---- | ---- |
| 675  | 624  | 599  | 575  | 567  | 551  | 566  | 573  | 570  |

| 2007 | 2010 | - | - | - | - | - | - | - |
| ---- | ---- | - | - | - | - | - | - | - |
| 555  | 557  | - | - | - | - | - | - | - |

## Administration
| Liste des maires |                            |           |         |
| Période          | Identité                   | Parti     | Qualité |
| 1979-1983        | Jesús Redó Matamoros       | UCD       | -       |
| 1983-1987        | -                          | -         | -       |
| 1987-1991        | -                          | -         | -       |
| 1991-1995        | -                          | -         | -       |
| 1995-1999        | -                          | -         | -       |
| 1999-2003        | -                          | -         | -       |
| 2003-2007        | Avelino Roca Albert        | PSPV-PSOE | -       |
| 2007-2011        | Juan José Carreres         | PP        | -       |
| 2011-            | Juan José Carreres Montull | PP        | -       |

## Économie
Elle est basée traditionnellement sur la agriculture en zone sèche (amandiers, noisetiers, oliviers, et céréales) ainsi que sur l'élevage.
L'élevage prédominant est pratiqué de manière extensive pour les ovins, caprins, bovins, et de manière moyennement intensive en ce qui concerne les porcins, l'élevage avicole et l'apiculture.

## Monuments

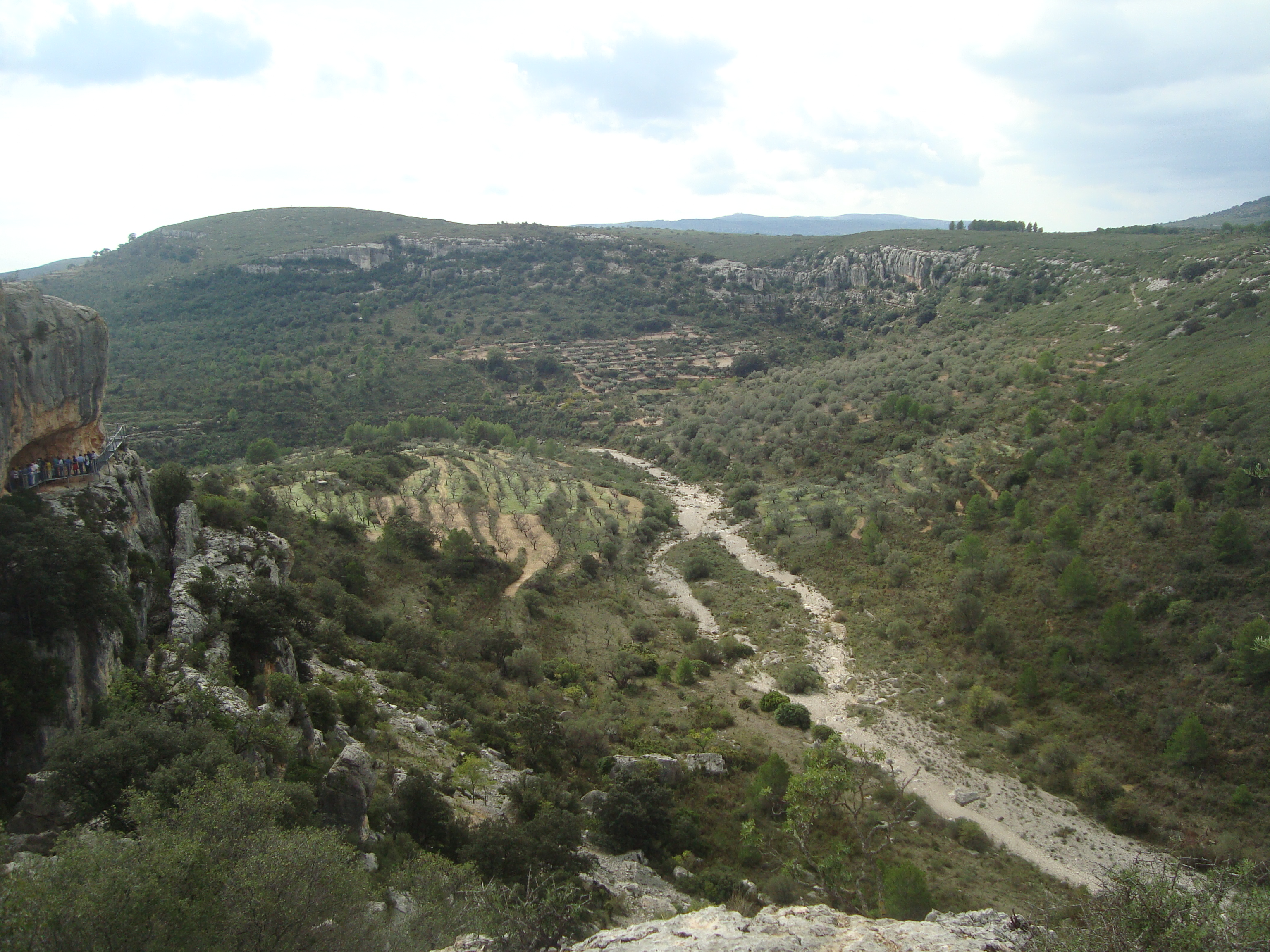
Barranc de la Valltorta

- Barranc de la ValltortaBarraca de pedra seca (Tírig)Campanar de TírigBarranc de la ValltortaÉglise de la Virgen del Pilar. Édifice intéressant sur le plan architectural.

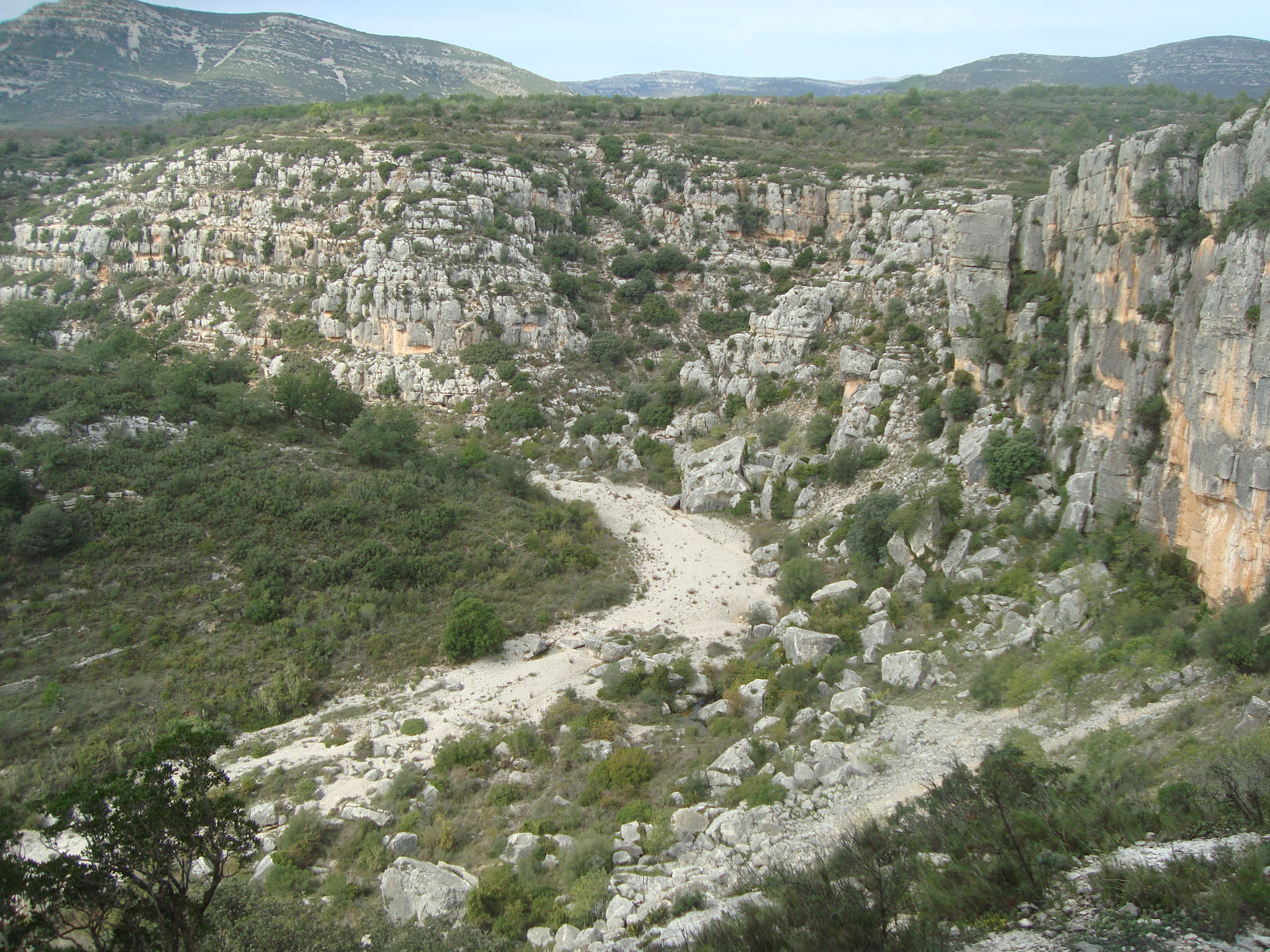
Barranc de la Valltorta

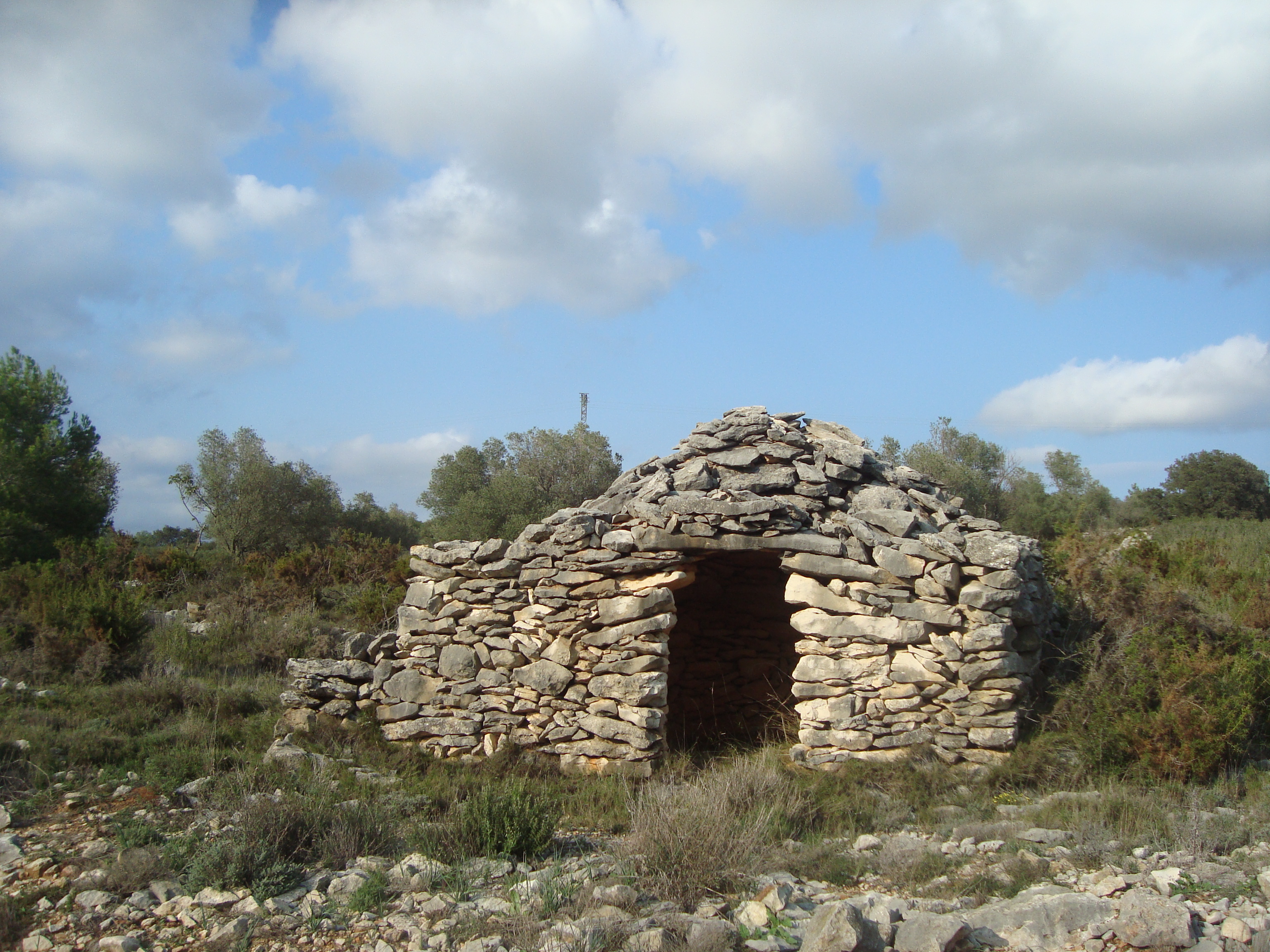
Barraca de pedra seca (Tírig)

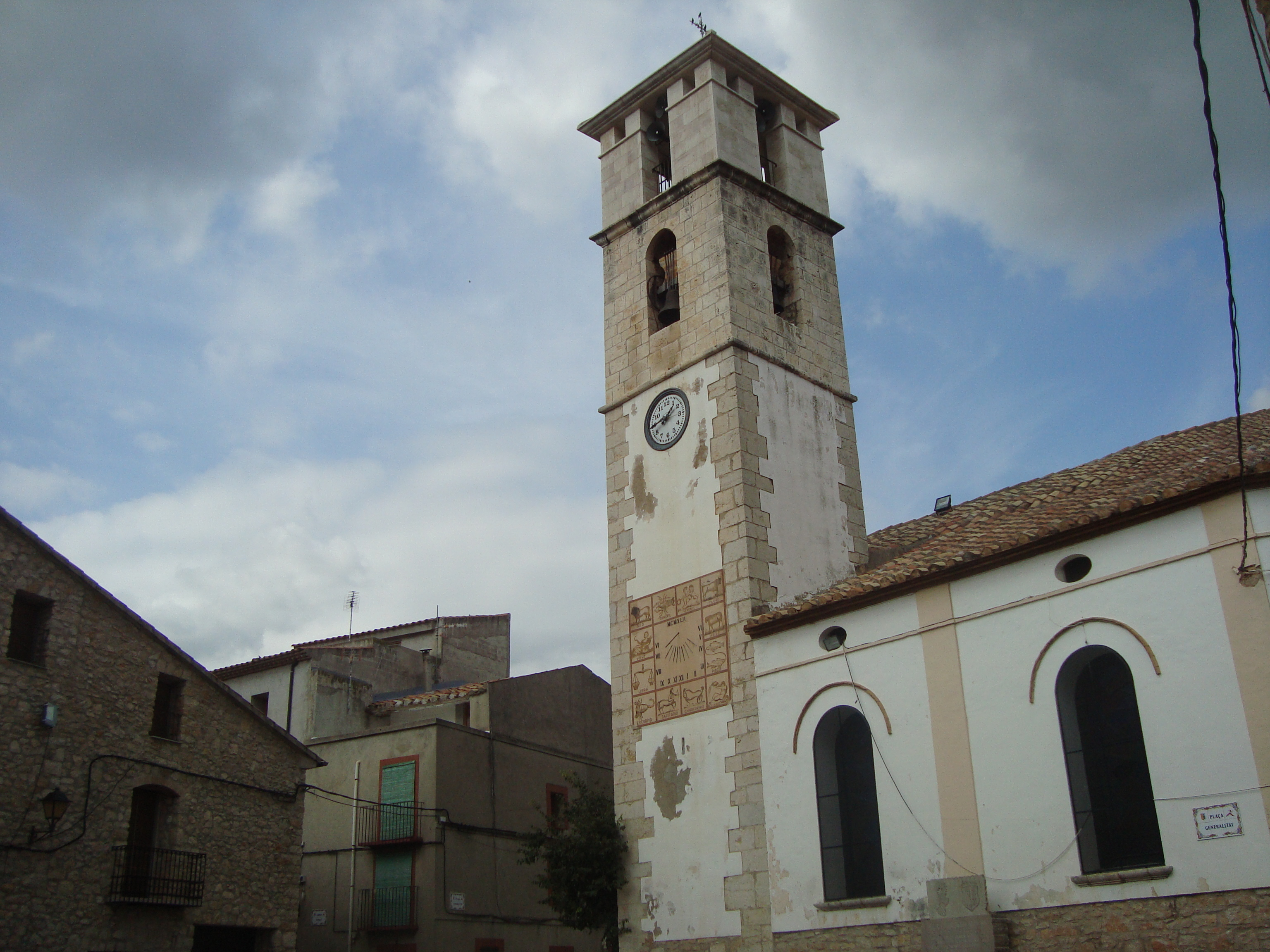
Campanar de Tírig

- Monument au peintre Puig Roda (natif de Tírig).

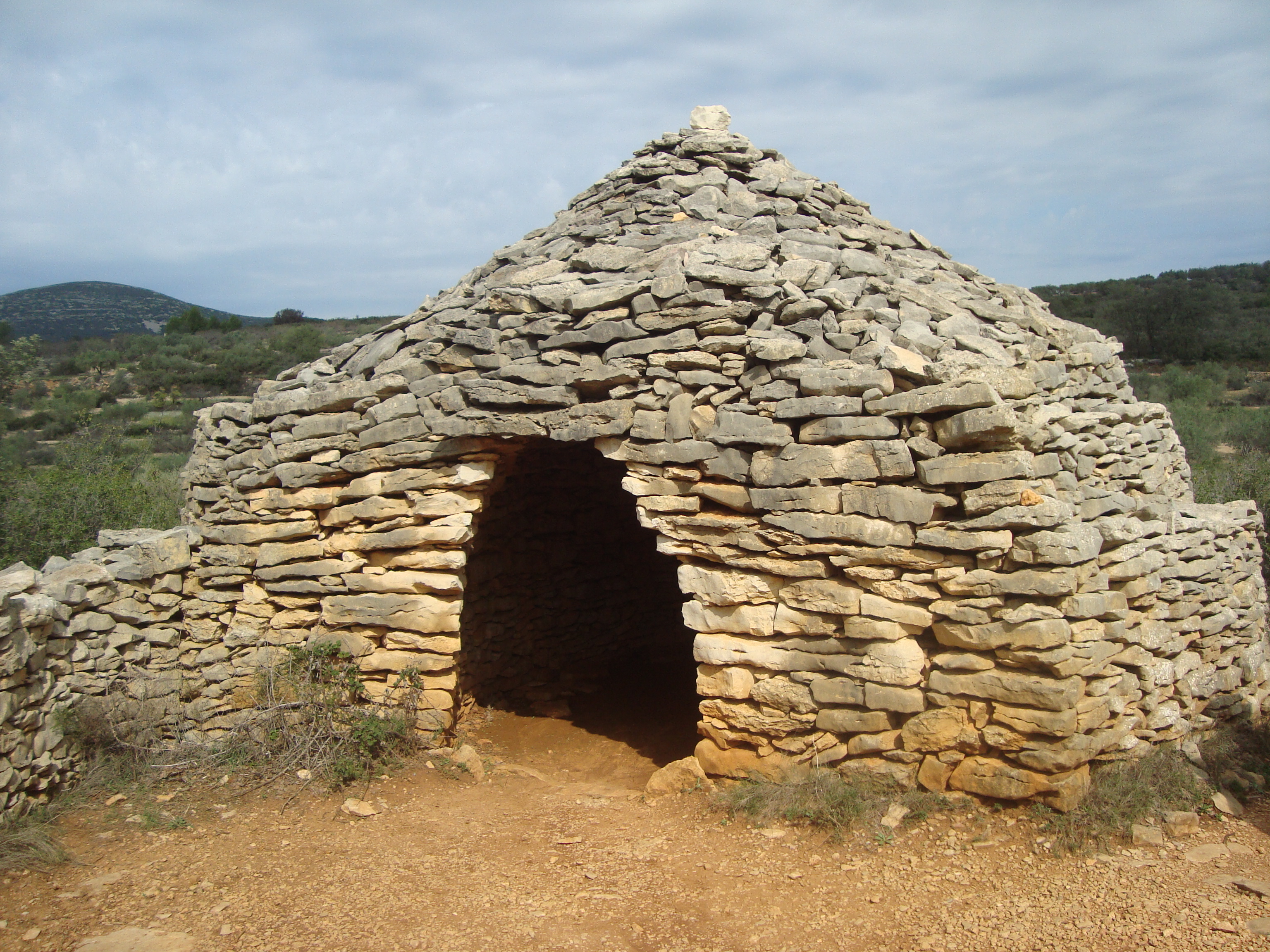
Barraca de volta, barraca de pedra seca

- Barraca de volta, barraca de pedra secaLa Valltorta. En la Valltorta, on connait 21 abris où est représenté l'art levantin, une manifestation préhistorique qui s'étend dans la zone orientale de la péninsule Ibérique, depuis Huesca et Lérida au nord, jusqu'à Murcie et Albacete au sud. Dans ces abris sont peintes des figures humaines et des animaux avec un grand naturalisme, plus accusé pour ces derniers; tous ces dessins sont peints avec des couleurs rouges de diverses tonalités. Les animaux les plus représentés sont les cerfs, chèvres et sangliers, certains d'entre eux blessés par des flèches. On trouve également des taureaux, chevaux, chiens ou loups. Sont dessinées des scènes de chasses aux cerfs.

- Museu de la Valltorta. Ce musée a été créé par la Generalitat Valenciana à 500 m de la Valltorta, haut lieu de l'art rupestre levantin. Ses missions sont de veiller à la conservation des peintures et des restes archéologiques, d'en faire l'étude et d'en assurer la diffusion.

## Fêtes locales
- Santa Quiteria. Se célèbre en mai avec une distribution de "coquetes".
- Fiestas patronales. Ces fêtes patronales sont dédiées à San Jaime dans la dernière semaine de juillet avec des manifestations taurines et des "corregudes".
- Romería de Santa Bárbara. On organise en décembre un pèlerinage à l'ermitage de cette sainte.

## Gastronomie
Notons, à Tírig, le "conill en llanda al forn" (lapin), comme plat de viande, et le "monte nevado", au moment du dessert.